# وائل العایدی
وائل العایدی (عربی: وائل العايدي؛ زادهٔ ۸ دسامبر ۱۹۷۱) بازیکن والیبال اهل مصر بود.